# Petr Gratias
Petr Gratias (* 1. března 1955, Brno) je český spisovatel, hudebník a hudební publicista.

## Životopis
Petr Gratias se narodil 1. března 1955 v Brně. V období prvního manželství vystupoval pod jménem Petr Dorňák a v devadesátých letech 20. stol. publikoval dobrodružnou beletrii z amerického prostředí pod pseudonymem Warren P. Gratias. Absolvoval střední polygrafickou školu. Působí jako kulturní a reklamní redaktor, korektor a publicista, hudebník, kulturní recenzent a historik rocku.
V sedmdesátých letech 20. stol. uváděl hudební rockotéky na vinylových nosičích. V osmdesátých letech 20. stol. uváděl poslechové audiovizuální pořady poslechové hudby.

## Dílo

### Literární tvorba
jako Warren P. Gratias
- Zákon Západu. 1. díl, Pronásledování. Brno: Návrat, 1992. ISBN 80-85432-27-7.
- Zákon Západu. 2. díl, Jménem spravedlnosti. Brno: Návrat, 1992. ISBN 80-85432-38-2.
- Zákon Západu. 3. díl, Odplata. Brno: Návrat, 1992. ISBN 80-85432-52-8.
- Zajatci vlastního osudu. 1. část, Vstříc do nebezpečí. Brno: Návrat, 1993. ISBN 80-7174-240-6.
- Zajatci vlastního osudu. 2. část, Kostky jsou vrženy. Brno: Návrat, 1994. ISBN 80-7174-888-9.
- Buyukas: [poslední válečná stezka]. Brno: Návrat, 1995. ISBN 80-7174-266-X.
- Buyukas: zločin a vzdor. Brno: Návrat, 1995. ISBN 80-7174-541-3.
- Buyukas. Brno: Návrat, 1996. ISBN 80-7174-410-7.
- Hawkwindova mexická mise. 1. díl, Hranice nevyhnutelnosti. Brno: Stuare, 2000. ISBN 80-86441-05-9.
- Hawkwindova mexická mise. 2. díl, Cesta bez návratu. Brno: Stuare, 2001, c2000. ISBN 80-86441-06-7.

### Hudební publikace
- Černý racek. Brno: Vakát, 2009. ISBN 978-80-903815-5-1. Spolu s Oldřichem Veselým.
- V erbu Progres: kompletní historie legendární artrockové kapely. Brno: Jota, 2014. ISBN 978-80-7462-540-4. Spolu s Pavlem Váněm.
- Decibely nad Brnem: tři desetiletí hlasité hudby za časů totality. Brno: Jota, 2015. ISBN 978-80-7462-825-2.